# 奇々怪々 俺は誰だ?!
『奇々怪々 俺は誰だ?!』（ききかいかい おれはだれだ?!）は、1969年に制作された谷啓主演作品。クレージーキャッツ主演の「作戦シリーズ」番外編的作品のひとつ。クレージーのメンバーからは、ハナ肇と犬塚弘が出演している。同時上映作品は『地獄変』（芥川龍之介原作、豊田四郎監督）であった。

## 概要
『クレージー黄金作戦』など、一連の作品の実績が認められた坪島孝監督が、『クレージーだよ奇想天外』に続き、助監督時代から温めてきたプロットの一つを谷啓主演で映画化した作品。

## ストーリー
鈴木太郎は平凡なサラリーマン。ところがある日、出勤してみると別人が鈴木太郎を名乗って自分のデスクに居座り、家に帰れば帰ったで自分がいるはずの場所でその男がくつろぎ、同僚どころか妻子までもが別人を太郎だと認め、太郎を追い出してしまうのだった。じゃあ、俺は一体誰なんだ？　失意のうちに帰った実家の母からも太郎だとは信じてもらえず、死を決意した太郎は、同じように死のうとしていた若い女・百合子と出会う。百合子の勧めでTVの尋ね人コーナーに出演した太郎は、鈴木次郎だと決めつけられアイデンティティの危機に陥り、病院に収容されてしまう。さらには太郎を“殺し屋・ベレッタの三郎”こと鈴木三郎だと決めつけるギャングが現れ、病院からの脱走を手引きする！　果たして太郎の行く末は・・・？　アイデンティティの危機に陥った男の不思議な喜劇。

## スタッフ
- 製作：渡辺晋、田波靖男
- 監督：坪島孝
- 脚本：田波靖男、長野卓、坪島孝
- 撮影：内海正治
- 録音：増尾鼎
- 照明：森弘充
- 音楽：広瀬健次郎
- 美術：竹中和雄
- 監督助手：砂原博泰、山下賢章
- 編集：武田うめ
- 整音：下永尚
- 合成：三瓶一信
- 製作担当者：島田武治

## キャスト
- 鈴木太郎[1]（牛印乳業・平社員）→鈴木次郎（精神科患者）→鈴木三郎（凄腕の殺し屋）→鈴木四郎（牛印乳業・新社長）→？：谷啓
- 種村百合子[1]：吉田日出子
- 鈴木太郎A[1]：犬塚弘
- 鈴木民子[1]（太郎の妻）：横山道代
- 鈴木一郎（太郎の息子）：川口英樹 [3]
- 若林剛[1]（牛印乳業・専務）：山茶花究
- 荒井[1]（同・総務部長）：田武謙三
- 大場末吉[1]（同・総務課長）：人見明
- 山中[1]（同・労働組合幹部）：船戸順
- 井上弘[1]（同・社員）：大前亘
- 福田とみ子[1]（同・社員）：浦山珠実
- 田中：小栗一也
- モーニングショーの司会者：古今亭志ん馬 (6代目)
- 精神科患者（野々山定夫）[4]：ハナ肇
- 井沢熊五郎親分：田崎潤
- 井沢の手下（鈴木三郎の弟分）：二瓶正也
- 鈴木三郎の愛人：塩沢とき
- 鈴木四郎（牛印乳業 次期社長）：なべおさみ
- 黒江みどり（鈴木四郎の婚約者）：吉村実子
- 黒江（みどりの父）：清水元
- 大薮教授：左卜全
- ナレーター：熊倉一雄

## 挿入歌
- 『吹けば飛ぶよな平社員』

作詞：田波靖男、作曲：広瀬健次郎、歌：谷啓